# Eugène Dufourcet
Pour les articles homonymes, voir Dufourcet.
Eugène Dufourcet, né le 18 mai 1839 à Dax et mort le 11 mai 1900 dans la même ville, est un avocat et juge français. Historien et archéologue amateur, il est l'auteur de nombreuses publications sur l'histoire des Landes. Il est le deuxième président de la société de Borda.

## Biographie
Né à Dax le 28 mai 1839, Eugène Dufourcet fait ses études classiques au collège de la Sauve et ses études de droit à la faculté de Poitiers.
Avocat, puis juge, Eugène Dufourcet quitte la magistrature lors de l'épuration des tribunaux en 1883,. Il se consacre dès lors aux sciences et à l'histoire des Landes. Il est membre fondateur de la Société de Borda dont il fut le président de 1890 à sa mort.
Il est le père de Louis Dufourcet (1866–1941), agent d'assurances et président du tribunal de commerce de Dax qui fut également historien et président de la Société de Borda de 1938 à sa mort.

## Publications sélectives
- Influence des phénomènes sismiques sur l'intensité des courants telluriques, bruits téléphoniques qui précèdent et accompagnent les tremblements de terre, 1887.
- À propos du décret du 20 octobre 1889. Le téléphone et la télégraphie. Le nouvel observatoire électro-tellurique, 1889.
- Les Landes et les Landais, histoire et archéologie depuis les temps primitifs jusqu'à la fin de l'occupation anglaise, 1891.
- La Ville de Hastingues et l'abbaye d'Arthous, 1890.
- L'Aquitaine historique et monumentale : monographies locales illustrées, 1892 (en collaboration avec Émile Taillebois et Georges Camiade)
- Bayonne : notice historique et archéologique, 1897.
- Dans le Bulletin de la Société de Borda :
  - « Monuments mégalithiques dans la région subpyrénéenne occidentale », Bulletin de la Société de Borda,‎ 1876, p. 167-178 (lire en ligne).
  - « Quelques notes archéologiques et historiques sur le Pays de Marensin », Bulletin de la Société de Borda,‎ 1877, p. 345-359 (lire en ligne).

### Sources biographiques
- Bulletin de la Société de Borda, 1900, 1er trimestre, pp. 37–46.
- [Cabannes 1934] Gabriel Cabannes, Galerie des landais, t. 3, Hossegor, Chabas, 1934, 456 p. (lire en ligne), p. 263-265
- Bernadette Suau, Mémoire des Landes : dictionnaire biographique, Comité d'études sur l'histoire et l'art de Gascogne, 1991.  (ISBN 2950158420)